# Un jour comme un autre (film, 1979)
Pour les articles homonymes, voir Un jour comme un autre.
Pour plus de détails, voir Fiche technique et Distribution.
Un jour comme un autre (এক দিন প্রতিদিন, Ek Din Pratidin) est un film indien réalisé par Mrinal Sen, sorti en 1979.

## Synopsis
Une nuit, la fille d'une famille de classe moyenne ne rentre pas chez elle.

## Fiche technique
- Titre : Un jour comme un autre
- Titre original bengali : এক দিন প্রতিদিন, Ek Din Pratidin
- Réalisation : Mrinal Sen
- Scénario : Mrinal Sen d'après le roman de Amalendu Chakraborty
- Musique : B. V. Karanth
- Photographie : K. K. Mahajan
- Montage : Gangadhar Naskar
- Production : Mrinal Sen
- Société de production : Angel Digital Private Limited et Mrinal Sen Productions
- Société de distribution :
- Pays :  Inde
- Genre : Drame
- Durée : 95 minutes
- Dates de sortie : 
  -  Inde : 1979

## Distribution
- Satya Bannerjee : Hrishikesh Sen Gupta
- Gita Sen : Mme. Sen Gupta, la mère de Chinu
- Mamata Shankar : Chinu
- Sreela Majumdar : Minu

## Distinctions
Le film a été présenté en sélection officielle en compétition au Festival de Cannes 1980.